# Melaab
Melaab (en àrab ملعب, Malʿab; en amazic ⵎⵍⵄⴱ) és una comuna rural de la província d'Errachidia, a la regió de Drâa-Tafilalet, al Marroc. Segons el cens de 2014 tenia una població total de 17.360 persones.